# Jorge Méndez Blake
Jorge Méndez Blake (Guadalajara, 1974) es un artista visual mexicano. Su obra artística se caracteriza por el uso de otros medios, como la poesía, la literatura y la arquitectura. 

## Biografía

### Estudios
Realizó la licenciatura en arquitectura en el Instituto Tecnológico y de Estudios Superiores de Occidente (ITESO), la cual finalizó en 1997. También hizo residencias artísticas en Estados Unidos, España, Inglaterra e Italia.

### Carrera artística
En 2007, Méndez Blake presentó su instalación El Castillo en la biblioteca José Cornejo Franco en Guadalajara, en la cual un libro de Kafka (El Castillo) deforma un muro de ladrillos. La obra muestra cómo algo pequeño puede transformar algo grande. Más tarde la obra se expuso en distintos museos de México, París, Aspen, Venecia y Estambul. En 2016, las fotografías de la obra comenzaron a difundirse por redes sociales, alcanzando miles de 'me gusta', e incluso se compartieron con títulos alternativos, como El impacto de un libro.
Obtuvo el nombramiento del Sistema Nacional de Creadores de Arte en México, y en Estados Unidos obtuvo una beca otorgada por la Cisneros Fontanals Art Foundation.
En 2016, cofundó la organización artística Ladera Oeste, un espacio artístico independiente en Guadalajara que no tiene fines de lucro.

## Obra
La obra de Méndez Blake se caracteriza por el uso directo de poemas, novelas y otros elementos literarios. En su obra plástica selecciona contenidos de los libros para realizar sus piezas. También suele utilizar la idea de las bibliotecas dentro de sus piezas; así como a autores literarios como referentes, entre los que se encuentran Franz Kafka, Italo Calvino, José Juan Tablada, Malcolm Lowry y Jorge Luis Borges, entre otros más.
Realiza instalaciones y otras piezas en las que mezcla elementos visuales, dibujos, piezas sonoras, videos, esculturas, pinturas, así como la palabra escrita y elementos literarios.

### Lista de obras
- El Castillo (2007), instalación[5]
- Ceboruco (2012), lápiz y lápiz de color sobre papel[6]
- Biblioteca vacía (2018). Arte público en Guadalajara[7]

## Exposiciones

### Individuales
- Traslaciones topográficas de la Biblioteca Nacional. Museo Universitario Arte Contemporáneo (MUAC), Ciudad de México, 2015
- Projects for a possible Literature. La Kunsthalle, Mulhouse, Francia, 2015
- Apollinaire’s Misspell and Other Calligrams. Meessen De Clercq, Bruselas, Bélgica, 2017
- A Message From the Emperor. Marfa Contemporary, Marfa, Texas, Estados Unidos, 2017
- Dismantling Gorostiza, en el Pacific Standard Time: LA/LA, 1301PE, Los Ángeles, Estados Unidos, 2017
- Una manzana y una retícula. Travesía Cuatro, Guadalajara, México/ MASIN, Culiacán, Sinaloa, México, 2018
- Dear James. Mai 36 Galerie, Zürich, Suiza, 2019

### Colectivas
- Dimensões variáveis, artistas e arquitetura. MAAT Museum, Portugal, 2017
- The Walk. Meessen De Clercq, Bruselas, Bélgica, 2017
- Lecturas de un territorio fracturado. Museo Amparo, Puebla, México, 2017
- De La Línea Al Movimiento. Blueproject Foundation, Barcelona, España, 2017
- Cycles of Collapsing Progress. Rashid Karami Fair, Trípoli, Líbano, 2018
- The Unwritten Library. After Babel. Annex M Trilogy, Atenas, Grecia, 2018
- La construcción de lo posible, dentro de la XIII Bienal de la Habana. La Habana, Cuba, 2019
- Territorios de la memoria, 1985-2019. Museo de Arte Moderno, Ciudad de México, México, 2019
- How The Light Gets In. Herbert F. Johnson Museum of Art, Cornell University, Ithaca, Estados Unidos, 2019